# Pizarra (color)
Pizarra es la denominación de un color gris oscuro, algo azulado y semineutro, cuya sugerencia corresponde a la roca esquistosa homónima pizarra. Es similar al color plomo o al gris de Davy; y también se le llama negro pizarra o gris pizarra.
Una coloración gris oscura que presente alguna tonalidad o determinada particularidad, puede denominarse de las siguientes formasː pizarra azul o azulada, pizarra gris, pizarra negro o negruzco, pizarra oliva, pizarra púrpura, pizarra verde, pizarra violeta, pizarra de Saccardo (azulada), pizarra grafito y pizarra heliotropo (purpúrea).

## Otras muestras
Algunos ejemplos del color pizarraː
| Nombre                       | Muestra | Cod. Hex. | RGB | RGB | RGB | HSV  | HSV | HSV |
| ---------------------------- | ------- | --------- | --- | --- | --- | ---- | --- | --- |
| Pizarra                      |         | #4E5258   | 78  | 82  | 88  | 216° | 11% | 35% |
| Asfalto o pizarra            |         | #555555   | 85  | 85  | 85  | —°   | 0%  | 33% |
| Gris de Davy o plomo         |         | #555555   | 85  | 85  | 85  | —°   | 0%  | 33% |
| Gris de Payne o azul pizarra |         | #536878   | 83  | 104 | 120 | 206° | 31% | 47% |

### Colores web
| Nombre web          | Código hex R G B | Código decimal R G B | Código H S L |
| ------------------- | ---------------- | -------------------- | ------------ |
| Colores apizarrados |                  |                      |              |
| LightSlateGray      | 778899           | 119 136 153          | 210° 22% 60% |
| SlateGray           | 708090           | 112 128 144          | 210° 22% 56% |
| DarkSlateGray       | 2F4F4F           | 47 79 79             | 180° 25% 25% |
| MediumSlateBlue     | 7B68EE           | 123 104 238          | 249° 80% 67% |
| SlateBlue           | 6A5ACD           | 106 90 205           | 248° 53% 58% |
| DarkSlateBlue       | 483D8B           | 72 61 139            | 248° 39% 39% |

## Galería

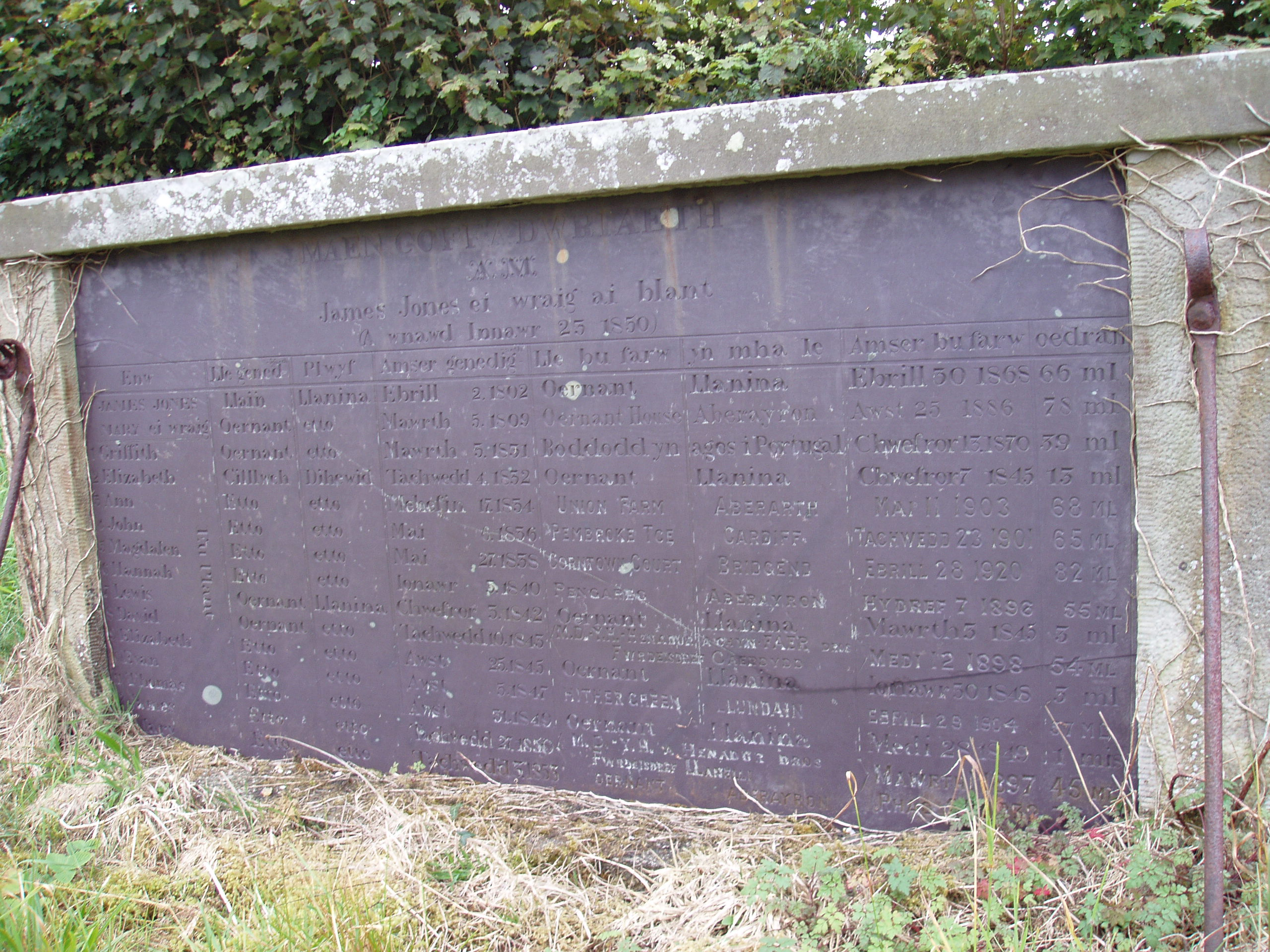
Inscripción galesa sobre pizarra
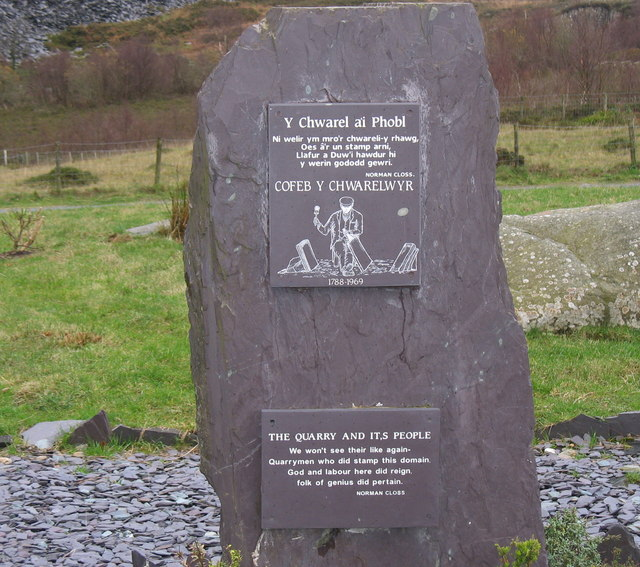
Memorial de pizarra en una cantera inglesa
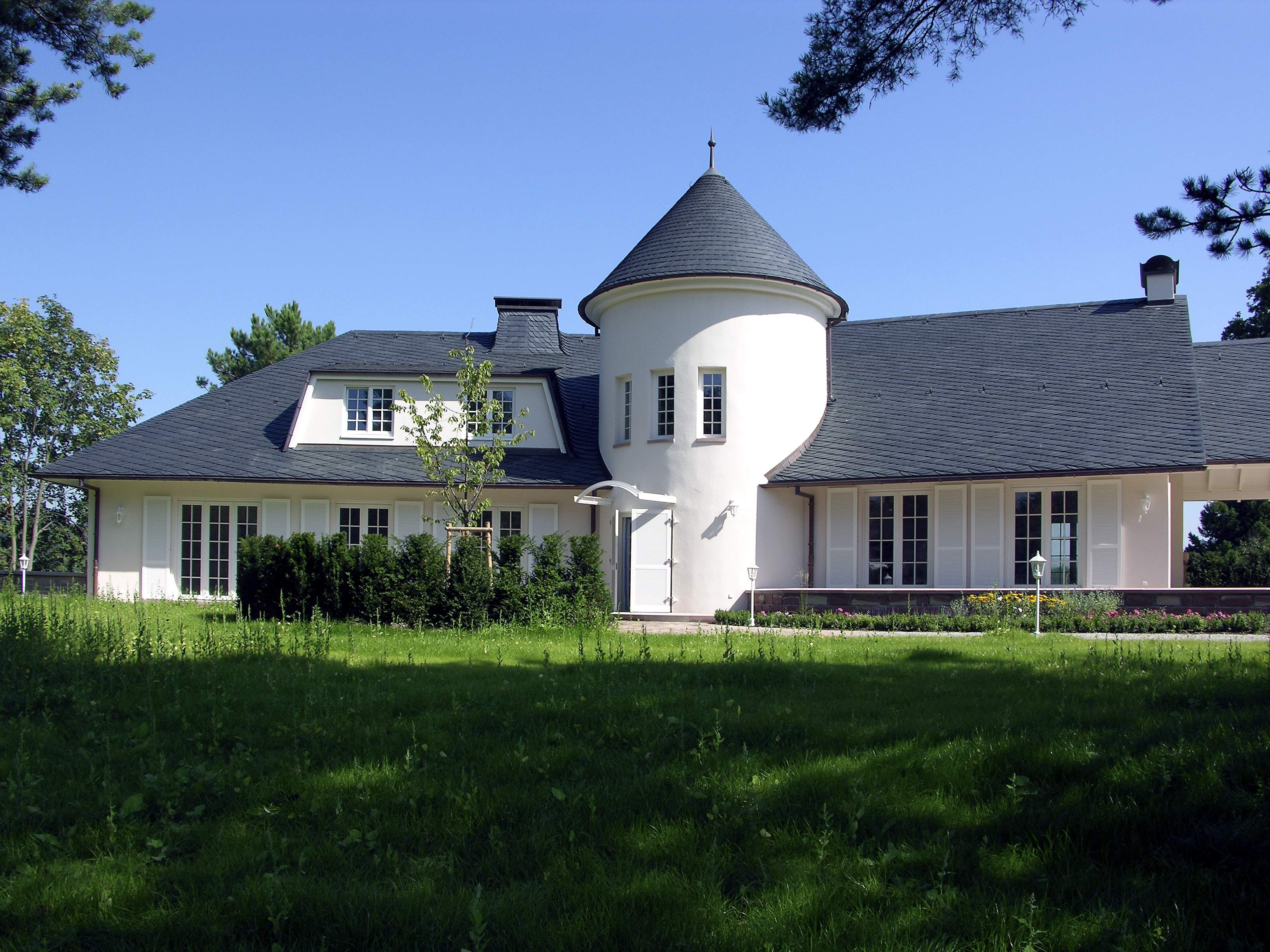
Tejado de pizarra en Alemania
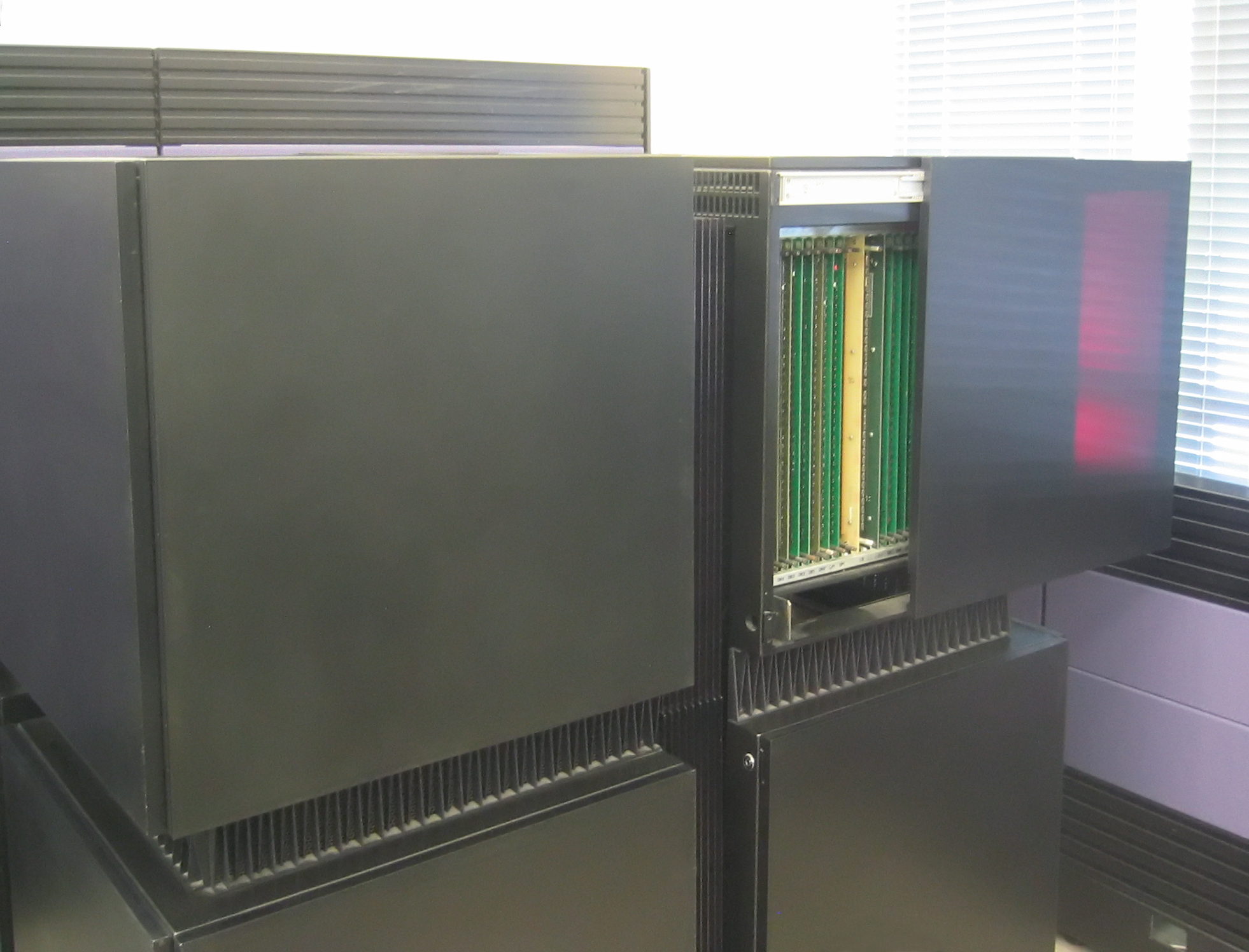
Se llama color pizarra (no gris o negro) al usado en iPhone 5, supercomputadoras y otros.
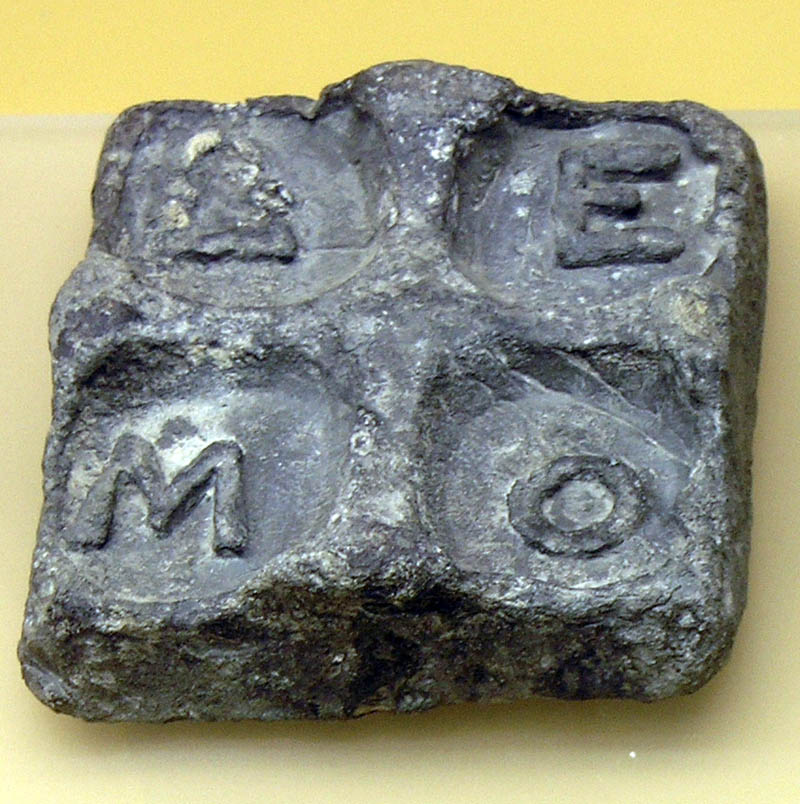
Color plomo de una pieza de plomo usada como peso oficial en la antigua Grecia.
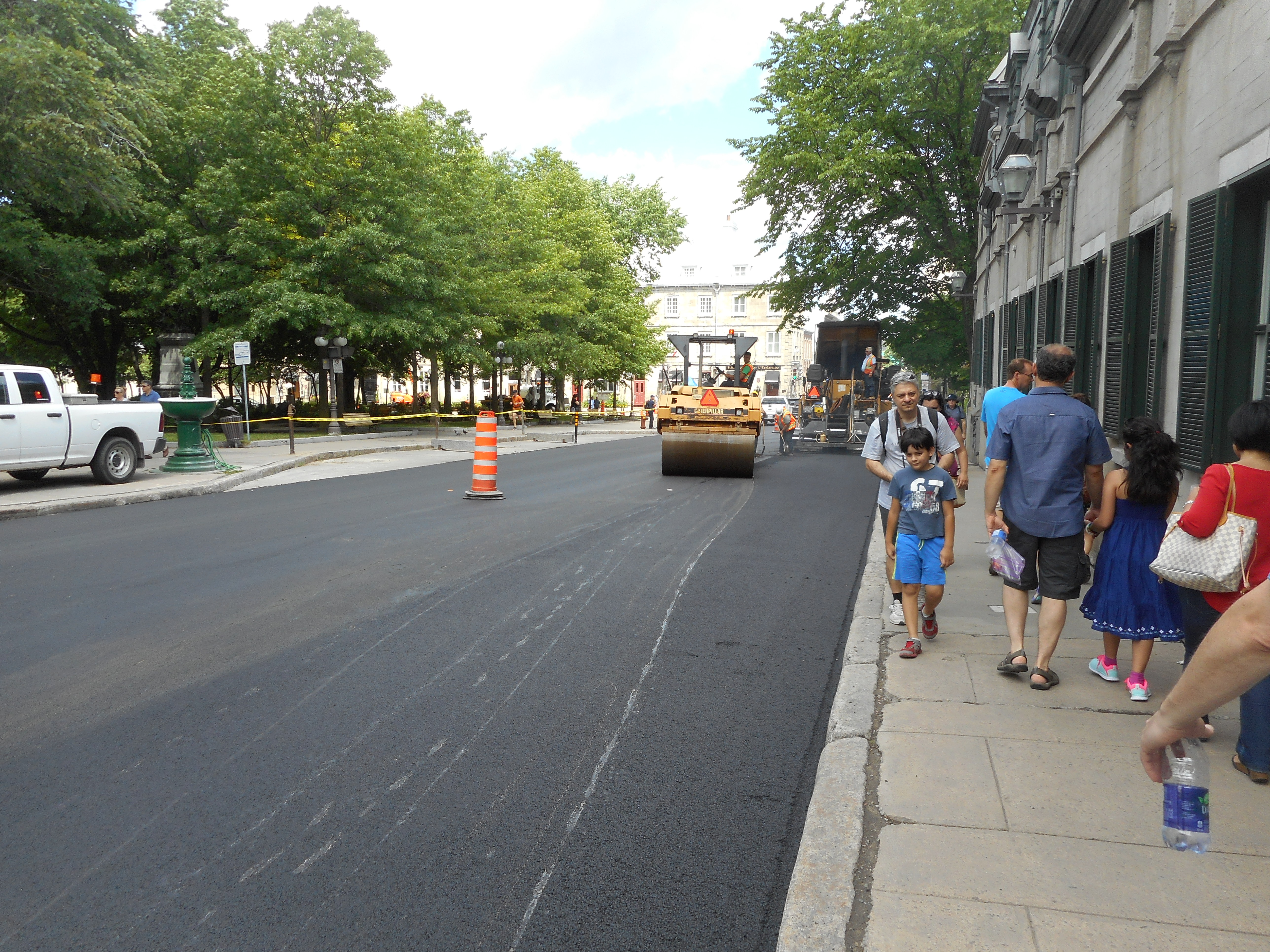
Color del asfalto de una calle de Québec.